# Кижи
Ки́жи в региона или често Кижи́ извън региона (на руски: Кижи; на карелски: Kiži), съкратено от пълното име Кижки погост (Ки́жский пого́ст), е архитектурен ансамбъл на едноименния остров Кижи в Онежкото езеро в Република Карелия, Русия.
Включено е в списъка на световно културно и природно наследство на ЮНЕСКО през 1990 г. Представлява образец на старинен енорийски църковен комплекс, който хармонично се съчетва с окръжаващия природен ландшафт. Кижкият погост е централната част от Историко-архитектурния и етнографиски музей резерват „Кижи“, създаден през 1966 г.

## Комплекс
Главните забележителности на Кижи са следните сгради и съоръжения:
- дървената църква „Преображение Господне“;
- дървената църква „Покров на пресвета Богородица“;
- дървената шатрова камбанария на Кижкия погост;
- каменно-дървена ограда с порти на Кижкия погост;
- гробище на Кижкия погост.

Комплексът включва 3 необичайни по конструкция шедьовъра на руската архитектура – 2 живописни църкви от XVIII век с характерните руски луковични църковни куполи и 8-стенна камбанария (престроена през 1863 г.), всички изпълнени от местна дървесина.
Сред другите постройки и съоръжения интерес предизвикват оградата на погоста (от каменен зид в основата, стена от дървени греди и дървен покрив над нея и прилежащия вътрешен пояс), както и гробището с дървени надгробни паметници.

## Околности
Наблизо има още стопански и жилищни постройки за персонала на погоста и пристан. Сред местните забележителности са вятърна мелница и голямата 2-етажна Къща на Ошевнев (Дом Ошевнева), престроена на острова (1951) и станала първия експонат на музея резерват.
На острова са разположени и селцата Кижи, Василево, Ямка (съответно с 1, 5, 8 жители).